# 金雀餐廳

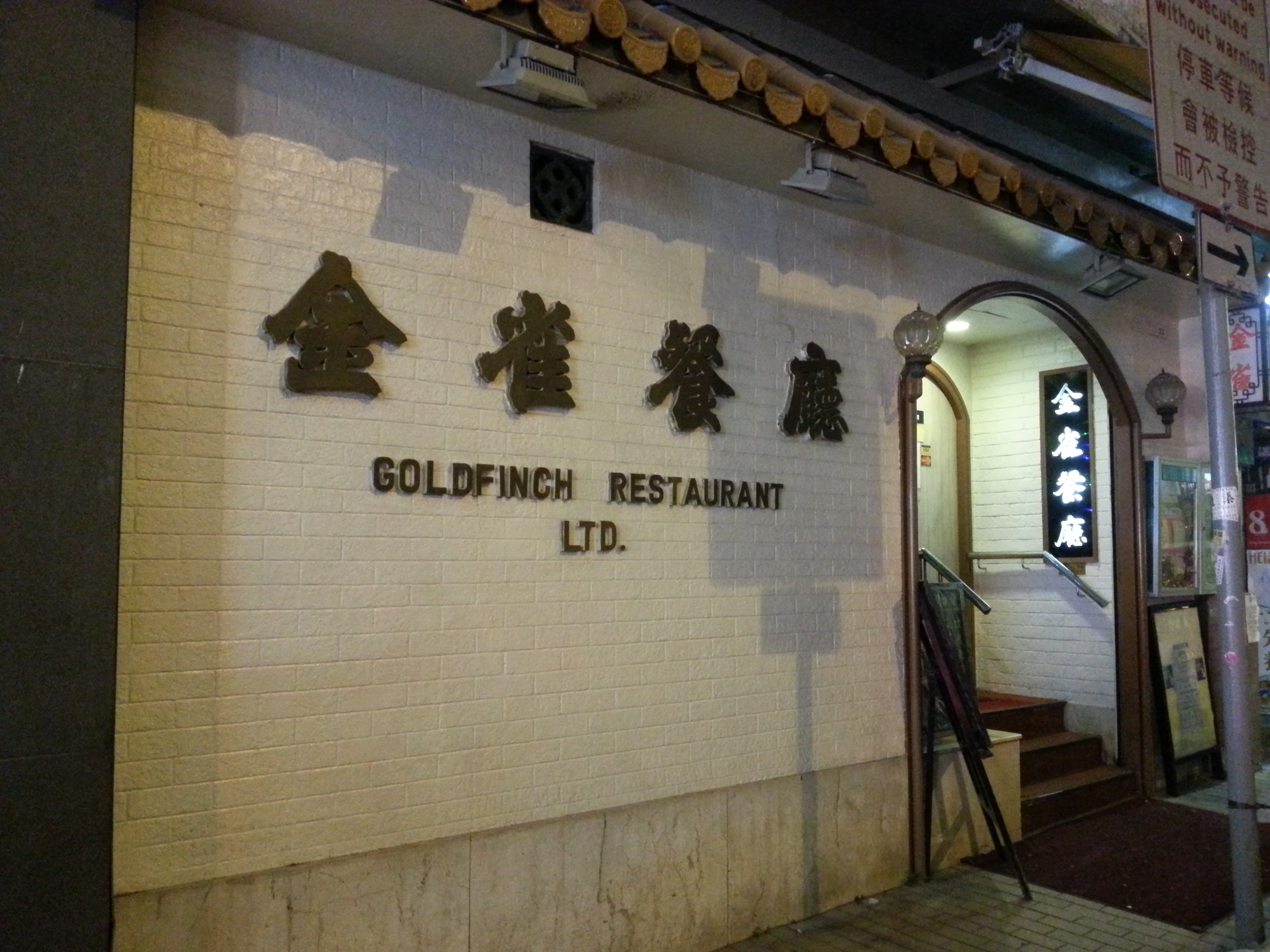
金雀餐廳位於蘭芳道13-15號地下

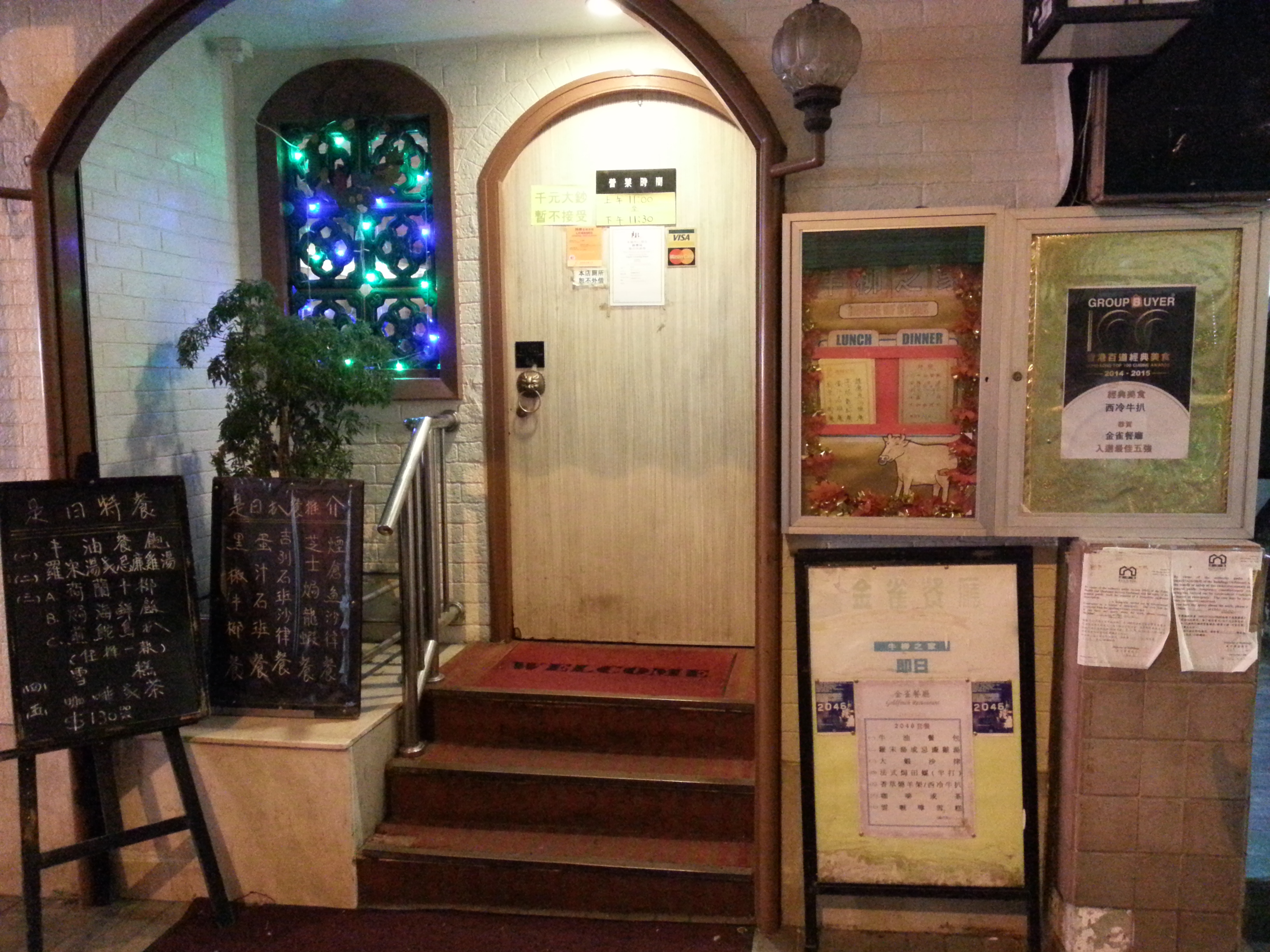
金雀餐廳正門入口及擺放的餐牌

金雀餐廳（Goldfinch Restaurant Ltd.），位於香港銅鑼灣蘭芳道13-15號地下，是一家開業超過50年的西餐廳，因作為導演王家衛的電影《花樣年華》及《2046》拍攝場景為人熟悉。2015年9月20日後停止營業。

## 特色
金雀餐廳開業於1962年，始創人包括官金帶及胡先生。餐廳以金雀（金翅雀屬/Goldfinch）為名，因當年在餐廳對面有家名為銀樹的夜總會，股東希望把夜總會客人引來，遂以「金雀站在銀樹上」的概念將餐廳命名為金雀餐廳。金雀餐廳由兩個相連舖位組成，並非自置物業，而是向兩名業主租用。
金雀餐廳的裝飾、燈光及佈置，是1960年代香港西餐廳的典型格局。店內卡位則貼上王家衛電影的海報。由於金雀餐廳開業以來都沒有進行大型裝修，因此裝飾保留了1960年代的懷舊風味。不少電影來此取景拍攝，包括1987年上映的《最後勝利》、1998年的《暗花》等。王家衛2000年上映的電影《花樣年華》以1960年代為背景，因此以金雀餐廳作為拍攝場景之一。電影中，男女主角周慕雲（梁朝偉飾）及蘇麗珍（張曼玉飾）原本各有家室，但為了探求各自配偶的通姦真相，而一起到金雀餐廳共晉晚餐。
金雀餐廳著名的食物有羅宋湯及黑椒牛柳等。

## 結業
2015年9月19日，餐廳在門外貼出告示，指出：「未能與您走到二零四六，榮幸與您渡過花樣年華」，並宣佈於2015年9月20日後停止營業，多謝各界人士多年支持。
傳媒報導指出，餐廳其中一名股東朱應良透露，金雀餐廳由4名股東朱耀東、胡學愉、關榮正及黃成栢合資經營。最近股東出現意見分歧，因此將餐廳結束營業。朱應良父子經營肉食公司，於2003年沙士疫症後入股餐廳，並為金雀提供肉類。金雀餐廳停業後，有意再開設另一家懷舊餐廳。

## 重開
餐廳於2016年7月在原址以一半面積重開，仍保留以往懷舊裝修及風味，侍應廚房都是舊夥記。 但舖位面積較以前小了一半。

## 結業改名
2018年9月，因租金問題宣佈結業後，10月中改名為「香港情」，選址為同區的京都廣場。

## 資料來源
1. 1 2  未能走到2046 《花樣年華》取景地金雀餐廳停業 （页面存档备份，存于） 蘋果日報，2015年9月20日
2. 1 2  命名金雀撼銀樹夜總會 （页面存档备份，存于） 蘋果日報，2015年9月21日
3. 1 2 3  屹立銅鑼灣半世紀　伴食客度過花樣年華 未能走到2046　金雀餐廳停業 （页面存档备份，存于） 蘋果日報，2015年9月21日
4. ↑  金雀餐廳停業：未能與你走到2046 （页面存档备份，存于） 加拿大星島日報，2015年9月20日
5. ↑  大企劃：光影茶餐廳 （页面存档备份，存于） 蘋果日報，2013年5月9日
6. ↑  「名人飯堂」金雀餐廳 鏞記創始人最愛羅宋湯 （页面存档备份，存于） 蘋果日報，2015年9月20日
7. ↑  金雀餐廳 Goldfinch Restaurant Ltd （页面存档备份，存于） Openrice.com
8. ↑  《花樣年華》取景地 金雀餐廳停業 （页面存档备份，存于） am730，2015年9月21日
9. ↑  《花樣年華》《2046》拍攝場地 金雀餐廳告終 （页面存档备份，存于） 都市日報，2015年9月21日
10. ↑  金雀餐廳重開　《花樣年華》套餐收幾錢？ （页面存档备份，存于） 經濟日報，2016年6月28日
11. ↑  . 都市日報. 2017年2月13日  [2018年11月22日]. （原始内容存档于2018年11月22日）.
12. ↑  . 蘋果日報. 2018-11-17  [2020-01-28]. （原始内容存档于2020-01-28）.